# Eutrepsia gadowi
Eutrepsia gadowi là một loài bướm đêm trong họ Geometridae.